# Marie Anna Saská (1799–1832)
Marie Anna Saská (15. listopadu 1799, Drážďany – 24. března 1832, Pisa) byla saskou princeznou z rodu Wettinů a provdanou velkovévodkyní toskánskou, jíž se po manželově boku stala 17. července 1824. Její jedinou dcerou z manželství s velkovévodou Leopoldem II. byla Augusta Ferdinanda, matka posledního bavorského krále Ludvíka III.

## Původ
Narodila se z manželství saského prince Maxmiliána (1759–1838) s parmskou princeznou Karolínou (1770–1804). Měla šest sourozenců: Marii Amálii (1794–1870), saského krále Bedřicha Augusta (1797–1854), Klemense (1798–1822), provdanou toskánskou velkovévodkyni Marii Ferdinandu (1796–1865), saského krále Jana (1801–1873) a provdanou španělskou královnu Marii Josefu (1803–1829).
Otec byl synem saského kurfiřta Fridricha Kristiána a jeho manželky bavorské princezny Marie Antonie, která se narodila z manželství císaře Svaté říše římské a vévody Karla VII. s dcerou císaře Josefa I., Marií Amálií Habsburskou. Otcovými rodiči byli polský král a saský kurfiřt August III. a Marie Josefa Habsburská. Obě otcovy babičky Marie Josefa i Marie Amálie se narodily z manželství císaře Josefa I.
Matka Karolína náležela k španělské resp. parmské větvi rodu Bourbonů. Jejím otcem byl parmský vévoda Ferdinand, syn vévody Filipa a jeho manželky Luisy Alžběty Francouzské, který se v roce 1769 oženil s dcerou císaře Františka I. Štěpána a jeho manželky královny Marie Terezie, Marií Amálií.

## Život
Dne 16. listopadu 1817 se provdala za toskánského následníka Leopolda a v roce 1821 se do téže rodiny přivdala také její starší sestra Marie Ferdinanda, která se stala manželkou jejího tchána velkovévody Ferdinanda III.
V roce 1824 usedl její manžel na velkovévodský stolec jako Leopold II. a Marie Anna za téměř sedm let manželství porodila pouze jedinou dceru. Hlavní povinností každé ženy v tehdejších dobách bylo porodit životaschopného následníka. A tak když mladá velkovévodkyně zjistila, že je v naději, doufala v syna. 1. dubna 1825 přivedla na svět opět dceru a stejný výsledek přineslo její slehnutí i o dva roky později.
Přestože byla Marie Anna manželem i lidmi milována, cítila velký tlak, že svému manželovi není schopná dát syna. Propadala depresím a nakonec onemocněla. Lékaři doporučili změnit klima a proto se v zimě roku 1832 přestěhovala do Pisy. Všemi doufané zlepšení zdravotního stavu se ovšem nedostavilo a velkovévodkyně Marie plicní nemoci podlehla. Její tělo bylo nabalzamováno, převezeno do Florencie a 28. března 1832 pohřbeno v basilice San Lorenzo.
Leopold II. uzavřel nový sňatek o rok později. Druhá žena Marie Antonie Neapolsko-Sicilská mu následníka porodila. Leopold II. byl ovšem svržen a po krátkém mezidobí vlády jeho syna bylo velkovévodství v roce 1860 připojeno k Sardinsko-Piemontské království a posléze se stalo součástí sjednoceného Italského království.

## Potomci
Svému manželovi porodila Marie Anna čtyři dcery:
- 1. Karolína Augusta (19. 11. 1822 Florencie – 5. 10. 1841 tamtéž), rakouská arcivévodkyně a toskánská princezna
- 2. Augusta Ferdinanda (1. 4. 1825 Florencie – 26. 4. 1864 Mnichov), rakouská arcivévodkyně a toskánská princezna
  - ⚭ 1844 Luitpold Bavorský (12. 3. 1821 Würzburg – 12. 12. 1912 Mnichov), regent bavorského království v letech 1886 až 1912 za své synovce Ludvíka II. a Otu, kteří byli neschopní vykonávat pozici králů vzhledem ke svému duševnímu stavu
- 3. Marie Maximiliana (9. 1. 1827 Florencie – 18. 5. 1834 tamtéž), rakouská arcivévodkyně a toskánská princezna
- 4. Marie Jozefa (1. 5. 1828 Florencie – 1. 5. 1836 tamtéž), rakouská arcivévodkyně a toskánská princezna

## Vývod z předků
|                    |                                   |  |                    |                                             |  |  |  |  |  |  |  | August II. Silný |
|                    |                                   |  |                    |                                             |  |  |  |  |  |  |  |                  |
|                    | August III. Polský                |  |                    |                                             |  |  |  |  |  |  |  |                  |
|                    |                                   |  |                    |                                             |  |  |  |  |  |  |  |                  |
|                    |                                   |  |                    | Kristýna Eberhardýna Hohenzollernská        |  |  |  |  |  |  |  |                  |
|                    |                                   |  |                    |                                             |  |  |  |  |  |  |  |                  |
|                    | Fridrich Kristián Saský           |  |                    |                                             |  |  |  |  |  |  |  |                  |
|                    |                                   |  |                    |                                             |  |  |  |  |  |  |  |                  |
|                    |                                   |  |                    | Josef I. Habsburský                         |  |  |  |  |  |  |  |                  |
|                    |                                   |  |                    |                                             |  |  |  |  |  |  |  |                  |
|                    | Marie Josefa Habsburská           |  |                    |                                             |  |  |  |  |  |  |  |                  |
|                    |                                   |  |                    |                                             |  |  |  |  |  |  |  |                  |
|                    |                                   |  |                    | Amálie Vilemína Brunšvicko-Lüneburská       |  |  |  |  |  |  |  |                  |
|                    |                                   |  |                    |                                             |  |  |  |  |  |  |  |                  |
|                    | Maxmilián Saský                   |  |                    |                                             |  |  |  |  |  |  |  |                  |
|                    |                                   |  |                    |                                             |  |  |  |  |  |  |  |                  |
|                    |                                   |  |                    | Maxmilián II. Emanuel                       |  |  |  |  |  |  |  |                  |
|                    |                                   |  |                    |                                             |  |  |  |  |  |  |  |                  |
|                    | Karel VII. Bavorský               |  |                    |                                             |  |  |  |  |  |  |  |                  |
|                    |                                   |  |                    |                                             |  |  |  |  |  |  |  |                  |
|                    |                                   |  |                    | Tereza Kunhuta Sobieská                     |  |  |  |  |  |  |  |                  |
|                    |                                   |  |                    |                                             |  |  |  |  |  |  |  |                  |
|                    | Marie Antonie Bavorská            |  |                    |                                             |  |  |  |  |  |  |  |                  |
|                    |                                   |  |                    |                                             |  |  |  |  |  |  |  |                  |
|                    |                                   |  |                    | Josef I. Habsburský                         |  |  |  |  |  |  |  |                  |
|                    |                                   |  |                    |                                             |  |  |  |  |  |  |  |                  |
|                    | Marie Amálie Habsburská           |  |                    |                                             |  |  |  |  |  |  |  |                  |
|                    |                                   |  |                    |                                             |  |  |  |  |  |  |  |                  |
|                    |                                   |  |                    | Amálie Vilemína Brunšvicko-Lüneburská       |  |  |  |  |  |  |  |                  |
|                    |                                   |  |                    |                                             |  |  |  |  |  |  |  |                  |
| 'Marie Anna Saská' |                                   |  |                    |                                             |  |  |  |  |  |  |  |                  |
|                    |                                   |  |                    |                                             |  |  |  |  |  |  |  |                  |
|                    |                                   |  | Filip V. Španělský |                                             |  |  |  |  |  |  |  |                  |
|                    |                                   |  |                    |                                             |  |  |  |  |  |  |  |                  |
|                    | Filip Parmský                     |  |                    |                                             |  |  |  |  |  |  |  |                  |
|                    |                                   |  |                    |                                             |  |  |  |  |  |  |  |                  |
|                    |                                   |  |                    | Alžběta Parmská                             |  |  |  |  |  |  |  |                  |
|                    |                                   |  |                    |                                             |  |  |  |  |  |  |  |                  |
|                    | Ferdinand Parmský                 |  |                    |                                             |  |  |  |  |  |  |  |                  |
|                    |                                   |  |                    |                                             |  |  |  |  |  |  |  |                  |
|                    |                                   |  |                    | Ludvík XV.                                  |  |  |  |  |  |  |  |                  |
|                    |                                   |  |                    |                                             |  |  |  |  |  |  |  |                  |
|                    | Luisa Alžběta Francouzská         |  |                    |                                             |  |  |  |  |  |  |  |                  |
|                    |                                   |  |                    |                                             |  |  |  |  |  |  |  |                  |
|                    |                                   |  |                    | Marie Leszczyńská                           |  |  |  |  |  |  |  |                  |
|                    |                                   |  |                    |                                             |  |  |  |  |  |  |  |                  |
|                    | Karolína Marie Tereza Parmská     |  |                    |                                             |  |  |  |  |  |  |  |                  |
|                    |                                   |  |                    |                                             |  |  |  |  |  |  |  |                  |
|                    |                                   |  |                    | Leopold Josef Lotrinský                     |  |  |  |  |  |  |  |                  |
|                    |                                   |  |                    |                                             |  |  |  |  |  |  |  |                  |
|                    | František I. Štěpán Lotrinský     |  |                    |                                             |  |  |  |  |  |  |  |                  |
|                    |                                   |  |                    |                                             |  |  |  |  |  |  |  |                  |
|                    |                                   |  |                    | Alžběta Charlotta Orléanská                 |  |  |  |  |  |  |  |                  |
|                    |                                   |  |                    |                                             |  |  |  |  |  |  |  |                  |
|                    | Marie Amálie Habsbursko-Lotrinská |  |                    |                                             |  |  |  |  |  |  |  |                  |
|                    |                                   |  |                    |                                             |  |  |  |  |  |  |  |                  |
|                    |                                   |  |                    | Karel VI.                                   |  |  |  |  |  |  |  |                  |
|                    |                                   |  |                    |                                             |  |  |  |  |  |  |  |                  |
|                    | Marie Terezie                     |  |                    |                                             |  |  |  |  |  |  |  |                  |
|                    |                                   |  |                    |                                             |  |  |  |  |  |  |  |                  |
|                    |                                   |  |                    | Alžběta Kristýna Brunšvicko-Wolfenbüttelská |  |  |  |  |  |  |  |                  |
|                    |                                   |  |                    |                                             |  |  |  |  |  |  |  |                  |